# Мелінда Кулеа
Мелінда Кулеа (1955) — американська кіноакторка. Здобула популярність завдяки виконанню ролі в перших двох сезонах серіалу «Команда А» (1983). Кулеа була незадоволена роллю, оскільки продюсери не бажали давати їй істотні сюжетні лінії.

## Фільмографія
- Альфа (Цілком таємно) (1999)
- C-16: FBI (2 епізоди; 1997)
- Поховані таємниці (1996)
- Brotherly Love (серіал; 1995)
- Down, Out & Dangerous (1995)
- Wagons East (1994)
- Очима вбивці (1992)
- Вона написала вбивство (телесеріал; 1990—1992)
- Зоряний шлях: Наступне покоління (1992)
- Jake and the Fatman (1991)
- Район Беверлі-Гіллз (1991)
- Тиха пристань (1988—1990)
- Сент-Елсвер (1986—1987)
- Family Ties (ситком; 1986—1987)
- Glitter (телесеріал; 1984—1985)
- Готель (телесеріал) (1984)
- Команда А (1983)
- Острів фантазій (серіал; 1983)